# Amphizoa insolens
Amphizoa insolens är en skalbaggsart som beskrevs av Leconte 1853. Amphizoa insolens ingår i släktet Amphizoa och familjen Amphizoidae. Inga underarter finns listade i Catalogue of Life.